# Système économique latino-américain
Pour les articles homonymes, voir Sela (homonymie).
Le Système économique latino-américain et caribéen (SELA), officiellement connu sous le nom de Sistema Económico Latinoamericano y del Caribe (Latin American and the Caribbean Economic System en anglais), est une organisation fondée en 1975 pour promouvoir la coopération économique et le développement social en Amérique latine et dans les pays des Caraïbes. Au début des années 1990, il se composait de membres provenant de 28 pays ayant participé à l'Accord général sur les tarifs douaniers et le commerce (GATT), qui a conduit à un nouvel accord mondial sur les restrictions sur le commerce et a établi l'Organisation mondiale du commerce (OMC).
Le Conseil latino-américain représente le corps dirigeant du SELA, il élabore les politiques du SELA et se réunit une fois par an. L'organe administratif principal est le secrétariat, situé à Caracas, au Venezuela.

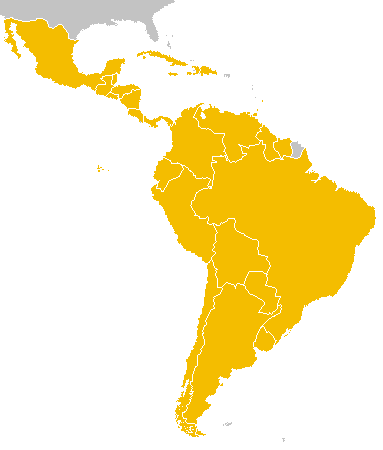
Pays membres en jaune.

## Objectifs
Spécialiste des relations internationales, Sheldon Liss décrit dans "Diplomatie et Dépendance: Venezuela, États-Unis, et dans les Amériques (1978)" les objectifs initiaux du SELA :

« Le SELA, composé de vingt-cinq États membres, et auquel le Venezuela contribue pour la plus grande part (17 pour cent) du budget, espère : restructurer le commerce international des produits de base afin d'accroître le développement des valeurs à l'exportation des États, améliorer les conditions du commerce, stimuler le développement industriel, le contrôle des sociétés transnationales basées à l'étranger, créer des sociétés multinationales d'Amérique latine qui tireront parti des ressources financières, humaines, technologiques de la zone, parrainer des organisations pour transformer et commercialiser les matières premières, améliorer le pouvoir de négociation des États membres et élaborer des stratégies économiques communes.
Les membres du SELA jugent probable que la richesse pétrolière vénézuélienne leur permettra un accès facile aux pétrodollars pour une utilisation en tant que capital financier. (pp 271, 2.) »

## Les pays membres
- Argentine
- Bahamas
- Barbade
- Belize
- Bolivie
- Brésil
- Chili
- Colombie
- Costa Rica
- Cuba
- République dominicaine
- Équateur
- Grenade
- Guatemala
- Guyana
- Haïti
- Honduras
- Jamaïque
- Mexique
- Nicaragua
- Panama
- Paraguay
- Pérou
- Salvador
- Suriname
- Trinité-et-Tobago
- Uruguay
- Venezuela